# Okoniowce
Okoniowce (Percoidei) – podrząd ryb okoniokształtnych (Perciformes) obejmujący ryby o budowie najbliższej jego typowi nomenklatorycznemu. Okoniowce stanowią najliczniejszą grupę okoniokształtnych, bardzo zróżnicowaną pod względem morfologicznym i biologicznym. 

## Rodziny
- Acropomatidae
- Aplodactylidae
- Apogonidae
- Apolectidae
- Arripidae
- Banjosidae
- Bathyclupeidae
- Bramidae – bramowate
- Caesionidae – cesjowate
- Callanthiidae
- Carangidae
- Caristiidae
- Centracanthidae – śródkolcowate
- Centrarchidae
- Centrogeniidae
- Centropomidae
- Cepolidae
- Chaetodontidae
- Chandidae
- Cheilodactylidae
- Cichlidae – pielęgnicowate
- Chironemidae
- Cirrhitidae
- Coryphaenidae
- Datnioididae
- Dichistiidae
- Dinolestidae
- Dinopercidae
- Drepaneidae
- Echeneidae
- Emmelichthyidae
- Enoplosidae
- Epigonidae
- Gadopsidae
- Gerreidae
- Glaucosomatidae
- Grammatidae
- Haemulidae
- Howellidae
- Inermiidae
- Kuhliidae
- Kyphosidae
- Lactariidae
- Lateolabracidae
- Latidae
- Latridae
- Leiognathidae
- Leptobramidae
- Lethrinidae
- Lobotidae
- Lutjanidae
- Malacanthidae
- Menidae
- Monodactylidae
- Moronidae
- Mullidae
- Nandidae
- Nematistiidae
- Nemipteridae
- Notograptidae
- Opistognathidae
- Oplegnathidae
- Ostracoberycidae
- Pempheridae
- Pentacerotidae
- Percichthyidae
- Percidae
- Plesiopidae
- Polycentridae
- Polynemidae
- Polyprionidae
- Pomacanthidae
- Pomatomidae
- Priacanthidae
- Pseudochromidae
- Rachycentridae
- Sciaenidae
- Scombropidae
- Serranidae
- Sillaginidae
- Sparidae
- Symphysanodontidae
- Terapontidae
- Toxotidae